# Alois Madimayr
Alois Madimayr  (ur. 1910, zm. ?) – austriacki więzień funkcyjny w hitlerowskim obozie koncentracyjnym Mauthausen-Gusen, zbrodniarz nazistowski.
Więzień Gusen I, podobozu KL Mauthausen, od sierpnia 1940 do 5 lutego 1945. Przez cały ten okres był więźniem funkcyjnym. Od sierpnia 1940 do lata 1942 był sztubowym w bloku 13. Następnie, do czerwca 1943, był stolarzem i pracował w jednym z obozowych magazynów. W czerwcu 1943 został sztubowym w bloku nr 24. W początkach lutego 1945 przeniesiono go do podobozu Gusen II, gdzie był urzędnikiem w szpitalu dla więźniów. Pozostał tam do 5 maja 1945.
W procesie załogi Mauthausen (US vs. Georg Pirner i inni), który w dniach 16-19 września 1947 toczył się przed amerykańskim Trybunałem Wojskowym w Dachau skazany został na 15 lat pozbawienia wolności. Podczas rozprawy świadkowie zeznali, że Madimayr wprowadził w bloku nr 13, wraz ze starszym bloku i współoskarżonym Pirnerem, wojskowy dryl. Więźniów, którzy nie wytrzymywali długotrwałych ćwiczeń, obaj oskarżeni bili kijami czy też wrzucali do wypełnionych wodą rowów, zabijając niektórych z nich. Madimayr szczególnie katował więźniów, którzy mieli złote zęby.